# Georg Hamann
Georg Hamann (* 23. September 1960 in Wien) ist ein österreichischer Geiger und Bratschist.

## Leben
Er studierte an der Musikhochschule seiner Heimatstadt bei Klaus Maetzl Violine und bei Hatto Beyerle Viola, beide Mitglieder des Alban Berg Quartetts, und erwarb das Diplom mit Auszeichnung. Daraufhin wurde ihm vom Wissenschaftsminister der Würdigungspreis für besondere künstlerische Leistungen verliehen. Weiters erhielt er Unterricht bei Meisterkursen von Max Rostal und William Primrose.
Georg Hamann unterrichtete an der Musikhochschule Hannover als Assistent von Hatto Beyerle und war von 1999 bis 2009 Lehrbeauftragter für Kammermusik an der Universität für Musik Wien. Er war bis 2016 erster Solobratschist des Wiener Kammerorchesters, leitet eine Begabtenklasse für Violine und Viola an der Johann Sebastian Bach Musikschule und ist seit 2009 Professor für Violine und Viola an der Universität für Musik in Wien.
Außerdem gibt er Meisterkurse für Violine, Viola und Kammermusik in Europa, Israel und Japan und wurde  zu Gastkursen an Hochschulen in Brașov, Cluj-Napoca, Dublin, Jerewan, Helsinki, Lissabon, Ljubljana, Manchester, Minsk, Utrecht, Vilnius, Warschau, Thessaloniki und Turku eingeladen.
Als Solist für moderne Geige und Barockgeige und als Bratschist gastierte Hamann beim Festival Wien modern, Styriarte Graz, Edinburgh Festival, Woodstock Mozart Festival, Menuhin Festival Gstaad, Nagano Festspiele Japan, Santo Domingo Festival. Zehn Jahre war er Mitglied des Arcus Ensemble Wien.
1998 gründete Georg Hamann mit Ludwig Müller, Barna Kobori und Christophe Pantillon das aron quartett, das vom Arnold Schönberg Center in Wien als „Quartet in Residence“ eingeladen wurde, eine eigene Abonnementreihe zu gestalten. Wenige Wochen nach seiner Gründung gab das Quartett sein Debüt in Wien.
Hamann wurde 1992 von Bundespräsident Thomas Klestil die Goldene Medaille für Verdienste um die Republik Österreich verliehen.
Er veröffentlichte CDs mit Kammermusikeinspielungen von Werken der Wiener Klassik, der Romantik und des 20. Jahrhunderts; außerdem auch Aufnahmen österreichischer Violamusik des 20. Jahrhunderts. Weiters entstanden Aufnahmen des Violinkonzertes aus Mozarts Haffner-Serenade und der Sinfonia concertante für die japanische Firma „Camerata“.